# Boxcab
Boxcab es un término ferroviario para referirse a una locomotora diésel o eléctrica en la que su cabina y motor se encontraban confinados por una superestructura cuadrada. El término fue una derivación de la palabra boxcar.

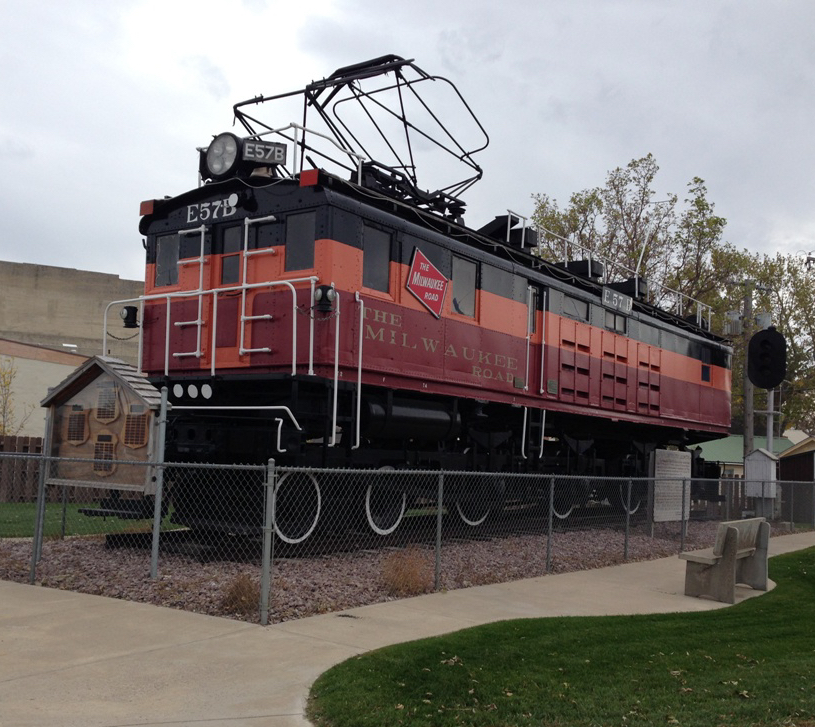
Una boxcab E57B del ferrocarril Milwaukee Road.

La mayoría de boxcabs fueron construidos entre los años 1920 y 1940. Los principales productores fueron Baldwin-Westinghouse, General Electric y Alco.

## Terminología
Antes de que el término boxcab fuera aceptado ampliamente, a las locomotoras se las conocía como "oil-electric". En Australia se las conoce como "butterbox". En Reino Unido se les llamaba por su respectivo número de clase.

## Diseño
Los boxcabs eran robustos y no tenían terminaciones muy estilizadas.